# O
O (minuskuła: o) – piętnasta litera alfabetu łacińskiego, dwudziesta litera alfabetu polskiego. Oznacza zwykle w danym języku samogłoskę średnią tylną, np. [o] lub [ɔ].

## Inne reprezentacje litery O
| Sygnalizacja                            | Sygnalizacja       | Sygnalizacja | Język migowy | Język migowy | Język migowy | Alfabet Braille’a |
| flaga Międzynarodowego Kodu Sygnałowego | Alfabet semaforowy | Kod Morse’a  | francuski    | kanadyjski   | polski       | Alfabet Braille’a |
| --------------------------------------- | ------------------ | ------------ | ------------ | ------------ | ------------ | ----------------- |
|                                         |                    | Oⓘ           |              |              | i            |                   |